# La Déesse des mouches à feu (film)
Pour le roman de Geneviève Pettersen, voir La Déesse des mouches à feu.
Pour plus de détails, voir Fiche technique et Distribution.
La Déesse des mouches à feu est un drame québécois réalisé par Anaïs Barbeau-Lavalette. Il est adapté pour le cinéma par Catherine Léger d'après le roman éponyme de Geneviève Pettersen.
Le film est présenté en première mondiale le 22 février 2020 lors de la 70e édition du Festival international du film de Berlin dans la catégorie Generation,.

## Synopsis
1996, Chicoutimi. Les parents de Catherine se séparent le jour de ses 16 ans, à la suite d'une violente dispute. Catherine est bien trop distraite par le beau Pascal pour s'en soucier. Avec ses cheveux à la Mia Wallace et ses bottes rouges, Catherine expérimente, dérape et se perd sous la trame punk rock des années 90.

## Fiche technique[3]
- Titre original : La Déesse des mouches à feu
- Réalisation : Anaïs Barbeau-Lavalette
- Scénario : Catherine Léger d'après le roman de Geneviève Pettersen des éditions Le Quartanier
- Musique : Mathieu Charbonneau
- Conception visuelle : André-Line Beauparlant
- Costumes : Sophie Lefebvre
- Maquillage : Kathryn Casault
- Coiffure : Johanne Paiement
- Photographie : Jonathan Decoste
- Prise de son : Martyne Morin
- Conception sonore : Sylvain Bellemare
- Mixage : Bernard Gariépy Strobl
- Montage : Stéphane Lafleur
- Distribution des rôles : Murielle Laferrière, Marie-Claude Robitaille
- Production : Luc Vandal
- Société de production : Coop Vidéo de Montréal
- Société de distribution : Entract Films
- Budget : 4,8 millions $ CA[4]
- Pays d'origine : Canada
- Langue originale : français
- Format : couleur, DCP 2K, format d'image : 2,35:1. format son 5.1
- Genre : drame
- Durée : 105 minutes
- Date de sortie :
  - Allemagne : 22 février 2020 (première mondiale à la Berlinale 2020)
  - Canada : 17 septembre 2020 (première canadienne au Festival de cinéma de la ville de Québec (en salle virtuelle du Cinéplex Ste-Foy))[5]
  - Canada : 21 septembre 2020 (première montréalaise au cinéma Quartier Latin)
  - Canada : 25 septembre 2020 (sortie en salle au Québec)
  - États-Unis : 9 avril 2021 (Festival international du film de Seattle)
  - France : 10 novembre 2021

## Distribution[3]
- Kelly Depeault : Catherine
- Caroline Néron : la mère de Catherine
- Normand D'Amour : le père de Catherine
- Éléonore Loiselle : Marie-Ève
- Robin L'Houmeau : Keven Bilodeau
- Antoine DesRochers : Pascal
- Noah Parker : Fred
- Marine Johnson (en) : Mélanie Belley
- Maxime Gibeault : Jean-Simon
- Laurence Deschênes : Véronique
- Ambre Jabrane : Vanessa
- Emmanuel Schwartz : Martial
- Emmanuel Bilodeau : le père de Keven

## Production

### Développement
En 2014, Anaïs Barbeau-Lavalette se fait recommander par son libraire le roman de Geneviève Pettersen La Déesse des mouches à feu. Elle le lit en une soirée. Le lendemain matin, elle appelle son producteur pour lui dire qu'elle veut adapter le roman au grand écran. 

« Quand j’ai lu le livre, je me suis dit que c’était le livre qui décrivait ma génération et il fallait que j’en fasse un film. Il y avait des références tellement nettes et précises dans le livre. J’avais vraiment envie de porter cette histoire et je ne me sentais pas imposteur parce que c’est exactement ma génération. »

— Anaïs Barbeau-Lavalette, Journal de Montréal (2020)
En décembre 2018, Geneviève Pettersen annonce sur son compte Instagram que son livre La déesse des mouches à feu sera adapté au cinéma. Elle annonce par la même occasion que Catherine Léger sera en charge de l'adaptation et Anaïs Barbeau-Lavalette de la réalisation.

### Tournage
Plusieurs initiatives sont mises en place lors du tournage pour réduire son l'empreinte écologique. Appuyée par des consultants de l'organisme La Brigade verte, l'équipe réussit « à réduire les déplacements, à favoriser le covoiturage, à encourager le compost et le recyclage. Les restants de la cantine sont envoyés à des banques alimentaires. Pour les costumes, on privilégie les morceaux qui ne sont pas faits en Chine, les matières recyclables ou recyclées. Même chose pour les décors. » Un sceau « tournage écoresponsable » est ajouté au générique de fin.

### Sortie en France
Le film sort en France le 10 novembre 2021, distribué par Les Alchimistes Films.

## Distinctions

### Sélection
- 2020 : Festival international du film de Berlin (Berlinale), catégorie Generation

### Récompenses
- 2021 : le film remporte 7 prix[8] au Gala Québec Cinéma
  - Meilleur film : La Coop Vidéo, Luc Vandal
  - Meilleure réalisation Anaïs Barbeau-Lavalette
  - Meilleure interprétation féminine dans un rôle de soutien : Caroline Néron
  - Iris de la révélation de l’année : Kelly Depeault
  - Meilleure distribution des rôles : Murielle La Ferrière et Marie-Claude Robitaille
  - Meilleur montage : Stéphane Lafleur
  - Meilleure coiffure : Johanne Paiement

### Nominations
- 2021 : le film reçoit 15 nominations au Gala Québec Cinéma, dont Meilleur film, Meilleure réalisation, Meilleur scénario, Meilleure direction de la photographie, Meilleur montage et Révélation de l'année pour Kelly Depeault[9].
- 2022 : le film fait partie des cinq finalistes de la 11e du Prix collégial du cinéma québécois (PCCQ), mais le lauréat, choisi par des étudiants de 53 collèges et cégeps répartis à travers le Québec, est Souterrain de Sophie Dupuis[10].